# PROMSEX
El Centro de Promoción y Defensa de los Derechos Sexuales y Reproductivos (PROMSEX) es una organización no gubernamental feminista peruana formada en 2005, con trabajo  en la salud sexual y reproductiva de adolescentes, mujeres y diversidad sexual. Tiene estatus consultivo ante la OEA y ante el Consejo Económico y Social (ECOSOC) de Naciones Unidas.

## Líneas temáticas
PROMSEX trabaja siete líneas temáticas:
1. Acceso a servicios integrales de salud sexual y reproductiva para adolescentes
2. Orientación sexual e identidad de género
3. Despenalización del aborto
4. Violación sexual
5. Prevención del embarazo no deseado y acceso a metodología anticonceptiva
6. Trata de niñas, niños y adolescentes con fines de explotación sexual
7. Violencia obstétrica

## Acciones nacionales e internacionales
En primer lugar, trabaja con casos emblemáticos para evidenciar las fallas estructurales del Estado peruano, proteger a las víctimas identificadas, y buscar cambios legales y jurídicos permanentes a favor de los derechos humanos. En segundo lugar, elabora y ejecuta programas educativos en diversas regiones del Perú sobre temas de salud sexual y reproductiva, como la educación con igualdad en la diversidad, la trata con fines sexuales, el embarazo no deseado, y la despenalización del aborto. Finalmente, elabora análisis y encuestas sobre la situación de la población LTBG y la percepción de la población sobre dicho grupo social.

## Vinculación a redes y organizaciones
Para concretar acciones de incidencia, PROMSEX está vinculada a las siguientes redes:
- Consorcio Latinoamericano contra el Aborto Inseguro (CLACAI)
- Safe Abortion Women's Right
- Comité de América Latina y el Caribe para la Defensa de los Derechos de las Mujeres (CLADEM)
- Asociación Internacional de Lesbianas, Gays, Bisexuales, Trans e Intersex (Ilga)
- Red Iberoamericana de Educación LGBTI (RIE LGBTI)
- Consorcio Latinoamericano de Anticoncepción de Emergencia (CLAE)
- United Nations Global Compact
- Red Nacional de Educación de la Niña Florecer

## Publicaciones
La producción de PROMSEX es por medio de textos escritos y material audiovisual, tanto de propia autoría como con coautoría o como editorial. En lo que corresponde a textos, elabora publicaciones de informes anuales, resultados y análisis de encuestas, material educativo y de capacitación, revisión de avances y retrocesos legislativos a favor de la juventud y la diversidad sexual, en temas de salud sexual y reproductiva. Este material se elabora tanto para público especializado como no especializado, para población urbana y rural. Algunos ejemplos son los siguientes:
1. El Acceso Gratuito de las Mujeres a la AOE en el Perú (2024)
2. Encuesta nacional sobre sexualidad, reproducción y desigualdad de género 2022 (2023)
3. EMMA y el derecho a la protesta (2022)
4. Boletín: Salud sexual y reproductiva en adolescentes (Piura) (2016)
5. Derecho a la vida: Diálogo sobre justicia, igualdad de género y derechos reproductivos en América Latina (2015)
6. Cruces y Sombras. Perfiles del Conservadurismo en América Latina (2005)[5]